# Якорное устройство

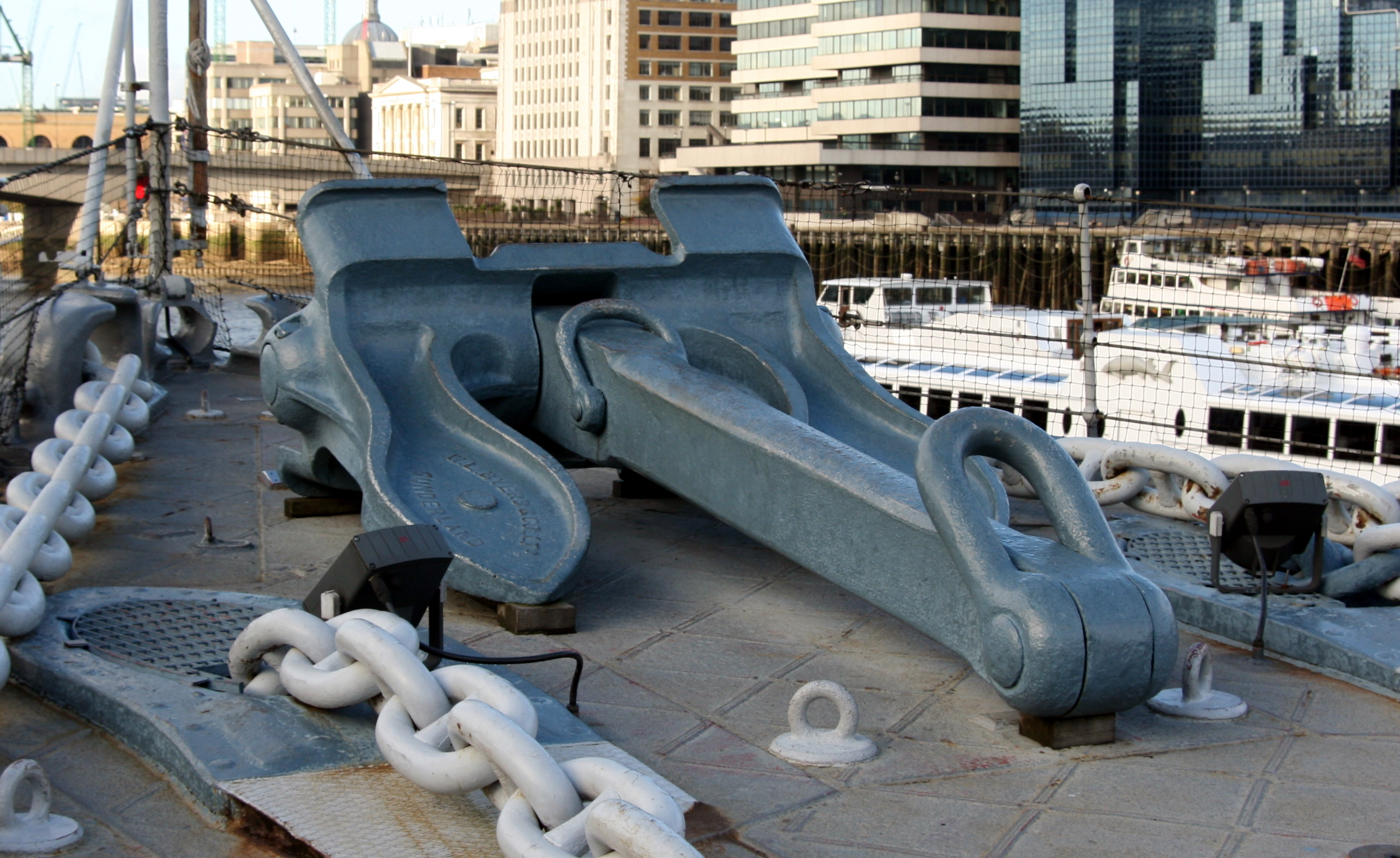
Часть якорного устройства лёгкого крейсера «Белфаст»

Якорное устройство — одно из корабельных устройств, совокупность технических средств, назначением которых является удержание корабля на месте относительно берега, волны, ветра или течения при его стоянке на рейде (в гавани или на морском мелководье). В составе якорного устройства: якоря, якорные цепи и приспособления для отдачи, подъёма, крепения и хранения якорей и якорных цепей (якорные клюзы, шпили, брашпили, стопора).
На боевом надводном корабле по штату должно находиться 2 становых якоря, каждый из которых должен иметь свою якорную цепь, и 1 запасной одинаковой с ними массы. На катерах водоизмещением до 35 тонн имеется лишь 1 становой якорь. Помимо становых якорей на корме корабля размещают вспомогательные якоря.